# Doom and Destiny
Doom and Destiny (stylisé Doom & Destiny) est un jeu vidéo de rôle parodique développé et édité par HeartBit Interactive, sorti à partir de 2011 sur Windows, Mac, Linux, Xbox 360, iOS et Android.

## Accueil
- Canard PC : 8/10 (PC)[1]
- Gamezebo : 4,5/5[2]
- TouchArcade : 4,5/5[3]